# (18376) Quirk
(18376) Quirk (1991 SQ) – planetoida z pasa głównego asteroid okrążająca Słońce w ciągu 4,5 lat w średniej odległości 2,72 j.a. Odkryta 30 września 1991 przez astronoma Roberta McNaughta, nazwana na cześć jego znajomego Steve'a Quirka.